# Industrialna
Industrialna (Oekraïens: Індустріальна, ⓘ) is een station van de metro van Charkov. Het station werd geopend op 11 augustus 1978 en is het zuidoostelijke eindpunt van de Cholodnohirsko-Zavodska-lijn. Het metrostation bevindt zich onder de Moskovskyj Prospekt (Moskoulaan), in een groenstrook tussen een industriegebied en een woonwijk in het zuidoosten van Charkov. In de planningfase werd het station Zavod Elektrotjazjmasj genoemd, naar de naastgelegen Elektrotjazjmasj-fabriek, waar spoorwegmaterieel wordt geproduceerd. Het metrostation is verbonden met het spoorwegstation Losevo-2, waar kan worden overgestapt op voorstadstreinen (elektritsjka's). Station Industrialna wordt ook aangedaan door een aantal tram- een trolleybuslijnen naar woonwijken in het zuidoosten van de stad, wat het tot een belangrijk overstappunt maakt.
Het station is ondiep gelegen en beschikt over een perronhal met zuilengalerijen. De zuilen zijn bekleed met roze marmer en verbreden zich licht aan de bovenzijde. De wanden langs de sporen zijn afgewerkt met grijs marmer en zijn versierd met rozemarmeren uitsteeksels waarop een koperen hamer en sikkel is aangebracht. De vloer is in een geometrisch patroon geplaveid met rode en zwarte tegels van gepolijst natuursteen. Aan de oostzijde van het perron leidt een trap naar de met wit marmer beklede stationshal, die verbonden is met de langste voetgangerstunnel in Charkov. De westelijke stationshal werd in het midden van de jaren 1990 gesloten. De voetgangerstunnel heeft uitgangen bij de Elektrotjazjmasj-fabriek, station Losevo-2 en de tram- en bushaltes.